# Élections générales espagnoles de 2023 en Estrémadure
Les élections générales espagnoles de 2023 (en espagnol : Elecciones generales de España de 2023) se tiennent le dimanche 23 juillet 2023 afin d'élire les 350 députés et 208 des 266 sénateurs de la XVe législature des Cortes Generales. 9 députés sont élus en Estrémadure (un de moins que lors du dernier scrutin).

## Résultats

### Total régional
| Parti                  | Parti                                                   | Voix    | %     | +/-   | Sièges | +/-           |  |
| ---------------------- | ------------------------------------------------------- | ------- | ----- | ----- | ------ | ------------- |  |
|                        | Parti socialiste ouvrier espagnol (PSOE)                | 245 165 | 39,08 | 0,75  | 4      | 1             |  |
|                        | Parti populaire (PP)                                    | 237 701 | 37,89 | 11,89 | 4      | 1             |  |
|                        | Vox                                                     | 85 568  | 13,64 | 3,18  | 1      | 1             |  |
|                        | Sumar                                                   | 43 132  | 6,88  | 2,23  | 0      | en stagnation |  |
|                        | Bloc estrémadurien (BQEx)                               | 5 807   | 0,93  | Nv.   | 0      | en stagnation |  |
|                        | Parti animaliste contre la maltraitance animale (PACMA) | 2 209   | 0,35  | 0,27  | 0      | en stagnation |  |
|                        | Nous sommes Cáceres (SCc)                               | 963     | 0,15  | Nv.   | 0      | en stagnation |  |
|                        | Front ouvrier (FO)                                      | 793     | 0,13  | Nv.   | 0      | en stagnation |  |
|                        | Pour un monde + juste (PUM+J)                           | 713     | 0,11  | 0,10  | 0      | en stagnation |  |
|                        | Recortes Cero                                           | 315     | 0,05  | 0,12  | 0      | en stagnation |  |
|                        | Vote blanc                                              | 4 946   | 0,79  | 0,14  |        |               |  |
|                        |                                                         |         |       |       |        |               |  |
| Suffrages exprimés     | Suffrages exprimés                                      | 627 312 | 98,33 |       |        |               |  |
| Votes nuls             | Votes nuls                                              | 10 668  | 1,67  |       |        |               |  |
| Total                  | Total                                                   | 637 980 | 100   | -     | 9      | 1             |  |
| Abstention             | Abstention                                              | 252 213 | 28,33 |       |        |               |  |
| Inscrits/Participation | Inscrits/Participation                                  | 890 193 | 71,67 |       |        |               |  |

### Badajoz
| Parti                  | Parti                                                   | Voix    | %     | +/-   | Sièges | +/-           |  |
| ---------------------- | ------------------------------------------------------- | ------- | ----- | ----- | ------ | ------------- |  |
|                        | Parti socialiste ouvrier espagnol (PSOE)                | 153 473 | 39,21 | 0,76  | 2      | 1             |  |
|                        | Parti populaire (PP)                                    | 148 068 | 37,82 | 12,77 | 2      | en stagnation |  |
|                        | Vox                                                     | 53 492  | 13,66 | 3,63  | 1      | en stagnation |  |
|                        | Sumar                                                   | 26 778  | 6,84  | 2,34  | 0      | en stagnation |  |
|                        | Bloc estrémadurien (BQEx)                               | 3 885   | 0,99  | Nv.   | 0      | en stagnation |  |
|                        | Parti animaliste contre la maltraitance animale (PACMA) | 1 395   | 0,36  | 0,29  | 0      | en stagnation |  |
|                        | Front ouvrier (FO)                                      | 477     | 0,12  | Nv.   | 0      | en stagnation |  |
|                        | Pour un monde + juste (PUM+J)                           | 464     | 0,12  | 0,13  | 0      | en stagnation |  |
|                        | Recortes Cero                                           | 204     | 0,05  | 0,13  | 0      | en stagnation |  |
|                        | Vote blanc                                              | 3 225   | 0,82  | 0,15  |        |               |  |
|                        |                                                         |         |       |       |        |               |  |
| Suffrages exprimés     | Suffrages exprimés                                      | 391 461 | 98,30 |       |        |               |  |
| Votes nuls             | Votes nuls                                              | 6 772   | 1,70  |       |        |               |  |
| Total                  | Total                                                   | 398 233 | 100   | -     | 5      | 1             |  |
| Abstention             | Abstention                                              | 152 469 | 27,69 |       |        |               |  |
| Inscrits/Participation | Inscrits/Participation                                  | 550 702 | 72,31 |       |        |               |  |

### Cáceres
| Parti                  | Parti                                                   | Voix    | %     | +/-   | Sièges | +/-           |  |
| ---------------------- | ------------------------------------------------------- | ------- | ----- | ----- | ------ | ------------- |  |
|                        | Parti socialiste ouvrier espagnol (PSOE)                | 91 692  | 38,88 | 0,75  | 2      | en stagnation |  |
|                        | Parti populaire (PP)                                    | 89 633  | 38,00 | 10,44 | 2      | 1             |  |
|                        | Vox                                                     | 32 076  | 13,60 | 2,44  | 0      | 1             |  |
|                        | Sumar                                                   | 16 354  | 6,93  | 2,07  | 0      | en stagnation |  |
|                        | Bloc estrémadurien (BQEx)                               | 1 922   | 0,81  | Nv.   | 0      | en stagnation |  |
|                        | Nous sommes Cáceres (SCc)                               | 963     | 0,41  | Nv.   | 0      | en stagnation |  |
|                        | Parti animaliste contre la maltraitance animale (PACMA) | 814     | 0,35  | 0,22  | 0      | en stagnation |  |
|                        | Front ouvrier (FO)                                      | 316     | 0,13  | Nv.   | 0      | en stagnation |  |
|                        | Pour un monde + juste (PUM+J)                           | 249     | 0,11  | 0,02  | 0      | en stagnation |  |
|                        | Recortes Cero                                           | 111     | 0,05  | 0,10  | 0      | en stagnation |  |
|                        | Vote blanc                                              | 1 721   | 0,73  | 0,12  |        |               |  |
|                        |                                                         |         |       |       |        |               |  |
| Suffrages exprimés     | Suffrages exprimés                                      | 235 851 | 98,37 |       |        |               |  |
| Votes nuls             | Votes nuls                                              | 3 896   | 1,63  |       |        |               |  |
| Total                  | Total                                                   | 239 747 | 100   | -     | 4      | en stagnation |  |
| Abstention             | Abstention                                              | 99 744  | 29,38 |       |        |               |  |
| Inscrits/Participation | Inscrits/Participation                                  | 339 491 | 70,62 |       |        |               |  |